# Seleção Ugandense de Voleibol Masculino
A seleção ugandense de voleibol masculino é uma equipe do continente africano, composta pelos melhores jogadores de voleibol de Uganda. É mantida pela Federação Ugandense de Voleibol (UVF). Encontra-se na 74ª posição do ranking mundial da FIVB segundo dados de setembro de 2021.